# Ligue pulmonaire suisse
 (octobre 2014).
Si vous disposez d'ouvrages ou d'articles de référence ou si vous connaissez des sites web de qualité traitant du thème abordé ici, merci de compléter l'article en donnant les références utiles à sa vérifiabilité et en les liant à la section « Notes et références ».
La Ligue pulmonaire suisse est une organisation de santé à but non lucratif (ONG). Elle a pour objectifs la lutte contre les maladies pulmonaires, les insuffisances respiratoires, la tuberculose et les allergies. 

## Description
La Ligue pulmonaire encadre des personnes souffrant de maladies pulmonaires et/ou d’insuffisances respiratoires, elle lance des projets visant à promouvoir la santé et la prévention. Par ailleurs, elle propose des formations continues pour le personnel médical et elle représente l’organisation et ses membres auprès des caisses-maladies et des autorités, tant sur le plan cantonal que fédéral. Enfin, elle promeut les travaux de recherches dans le domaine des maladies pulmonaires et des insuffisances respiratoires.
La Ligue pulmonaire est en contact direct avec les patients et leurs proches. Elle les soutient face à leur maladie et dans l’utilisation des appareils nécessaires. La Ligue pulmonaire encadre chaque année près de 70 000 personnes souffrant de maladies telles que l’asthme, les apnées du sommeil, la BPCO, la tuberculose, le cancer du poumon et d’autres maladies des poumons et des voies respiratoires.
La Ligue pulmonaire suisse est une association composée de 16 ligues pulmonaires cantonales et un siège national. Outre les ligues pulmonaires cantonales, sont également membres collectifs de la Ligue pulmonaire suisse la Société suisse de pneumologie (SSP) et l’Association suisse contre la sarcoïdose (SSARV).
Certaines ligues pulmonaires cantonales connaissent le principe du sociétariat individuel. 
La Ligue pulmonaire suisse est financée par les recettes provenant de ses prestations de service, par des contributions des pouvoirs publics, par les cotisations de ses membres et par des collectes de dons. 
La Ligue pulmonaire suisse est reconnue par la Fondation ZEWO. Elle clôt ses comptes annuels selon les directives de SWISS GAP RPC.

## Histoire
C’est à l’initiative de la société des médecins des sanatoriums que fut créée, en 1903, la Commission centrale suisse pour la lutte contre la tuberculose avant que son nom soit modifié en « Association suisse contre la tuberculose ». Cette association avait pour mission de lutter, au nom des autorités fédérales, contre la tuberculose qui se propageait rapidement à l’époque et de coordonner les activités des services d’aide sociale.  
En Suisse, depuis les années 1960, la tuberculose a fortement régressé. En revanche, d’autres maladies pulmonaires sont en recrudescence, notamment l’asthme, la bronchite chronique, la BPCO et les allergies respiratoires. C’est pourquoi « l’Association » a étendu ses activités et s’est appelée, dès 1971 « Association suisse contre la tuberculose et les maladies pulmonaires (ASTP) ». En 1998, les Ligues cantonales qui, jusqu’alors, n’avaient pas vraiment de liens très étroits entre elles, se regroupèrent au sein de la « Ligue pulmonaire suisse ».